# Price of Love
Price of Love è una canzone del supergruppo anglo-americano Bad English, estratta come singolo dall'eponimo album di debutto del gruppo nei primi mesi del 1990.
Il brano si posizionò al quinto posto della Billboard Hot 100 negli Stati Uniti, diventando il secondo singolo di maggior successo del gruppo dopo When I See You Smile.

## Video musicale
Il videoclip del brano alterna scene in cui si vede il cantante John Waite vagare per alcuni passaggi urbani ad altre in cui viene mostrata l'intera band mentre si esibisce sul palco.

## Tracce
7" Epic 655676 7
1. Price of Love (Remix) – 4:38
2. The Restless Ones – 5:24

CD-Maxi Epic 655676 2
1. Price of Love (Remix) – 4:38
2. Ready When You Are – 4:19
3. The Restless Ones – 5:24

## Formazione
- John Waite – voce
- Neal Schon – chitarre
- Jonathan Cain – tastiere
- Ricky Phillips – basso
- Deen Castronovo – batteria

## Classifiche
| Classifica (1990) | Posizione massima |
| ----------------- | ----------------- |
| Australia         | 44                |
| Canada            | 14                |
| Stati Uniti       | 5                 |